# Oveja alcarreña
La alcarreña es una raza ovina autóctona española originaria de La Alcarria, en Castilla-La Mancha. En el Catálogo Oficial de Razas de Ganado de España, del Ministerio de Agricultura, Pesca y Alimentación está inscrita como raza en peligro de extinción.
Pertenece al tronco entrefino, y el color de su lana la divide en dos variedades, la blanca y la negra, aunque a veces las capas aparecen mezcladas en un mismo ejemplar.
Se trata de una oveja de tipo subconvexo, eumétrica y sublongilínea. Carece de cuernos en ambos sexos, aunque los machos pueden presentarles de manera muy ocasional. El vellón es cerrado, con mechas rectangulares y de longitud media. Su lana no es de buena calidad, y no son especialmente lecheras, aunque en las últimas décadas haya sido cruzada con la oveja manchega para incrementar esta aptitud, por lo que mayoritariamente se crían para la producción cárnica (corderos).